# محمد حكيم
محمد حكيم هو ممثل مصري وُلد في 16 نوفمبر عام 1986 وعمل في بدا قبل أن يلتحق بعدد من ورش التمثيل ويتفرغ للتمثيل وقد شارك بالتمثيل في العديد من الأفلام السينمائية والأعمال التليفزيونية.

## مسيرته المهنية
عمل محمد حكيم في بداية حياته المهنية كمدير للمبيعات ثُم التحق بالدراسة في عدد من ورش التمثيل كان من بينها ورشة الممثل التي كانت تُقام في مصر للمرة الأولى وتتلمذ فيها على يد الممثل محمود حميدة والدكتور محمد عبد الهادي، وورشة المخرج شادي الدالي، وعمل بعد ذلك ممثّلًا في بعض الإعلانات التجارية، وكانت بداية مسيرته الفنية في عام 2018 عندما رشحه المخرج كريم السبكي لكي يلعب دور الضابط علي في فيلم «الديزل» من بطولة محمد رمضان، ثُم توالت مُشاركاته في السينما والتليفزيون فشارك في عدد من الأفلام السينمائية والأعمال التليفزيونية، والتي كان من أبرزها دوره في مسلسل «جمال الحريم» الذي عُرض في عام 2020 للمخرجة منال الصيفي، ودوره في حلقات الجزء الثالث من مسلسل «نصيبي وقسمتك» الذي عُرض في عام 2019.

## أعماله
| سنة العرض | اسم العمل                                                           | نوع العمل | الدور                         |
| --------- | ------------------------------------------------------------------- | --------- | ----------------------------- |
| 2022      | الاختيار 3                                                          | مسلسل     |                               |
| 2022      | المداح (الجزء الثاني)                                               | مسلسل     |                               |
| 2021      | اللي مالوش كبير                                                     | مسلسل     |                               |
| 2021      | النهارده يوم جميل                                                   | فيلم      | هاني                          |
| 2021      | زي القمر - الموسم الثاني (حكاية عقبال عوضك)                         | مسلسل     | أمير                          |
| 2021      | في بيتنا روبوت (الجزء الأول)                                        | مسلسل     |                               |
| 2020      | جمال الحريم: المكتوب                                                | مسلسل     | فادي                          |
| 2020      | جمع سالم                                                            | مسلسل     | فادي صبري                     |
| 2020      | لؤلؤ                                                                | مسلسل     |                               |
| 2019      | بـ100 وش                                                            | مسلسل     | ضابط قسم الشرطة بالمنوفية     |
| 2019      | نصيبي وقسمتك - الموسم الثالث (حكاية براد شاي، وحكاية مين طفى النور) | مسلسل     | وائل الليثي مساعد مدير المطعم |
| 2018      | الشريط الأحمر                                                       | مسلسل     | الدكتور أيمن                  |
| 2018      | لدينا أقوال أخرى                                                    | مسلسل     | دكتور معمل التحاليل           |
| 2018      | الديزل                                                              | فيلم      | علي ضابط البحث الجنائي        |

## روابط خارجية
- صفحة الممثل على موقع قاعدة بيانات الأفلام العربية